# Homocisztein
A homocisztein (rövidítése: Hcy) nem fehérjealkotó aminosav. A cisztein homológja, attól egy metilénhídban (–CH2–) tér el. Metioninból jön létre Cε metilcsoportjának eltávolításával. A szervezetben visszaalakulhat metioninná vagy továbbalakulhat ciszteinné a B6, B9 és B12 vitaminok segítségével.
Magas szintje (a hiperhomociszteinémia) szív- és érrendszeri betegség jele is lehet, mely valószínűleg aterogenezis révén alakul ki, ami ischaemiát okozhat. Így a hiperhomociszteinémia a koszorúér-betegség lehetséges kockázati tényezője. Ez akkor történik, ha egy ateroszklerotikus plakk elzárja a véráramlást a koszorúerekhez, melyek a szívet látják el oxigéntartalmú vérrel.
A hiperhomociszteinémia összefüggésben állhat a vérrögök, infarktusok és a stroke előfordulásával, azonban nem ismert, hogy független kockázati tényezője-e ezeknek. A hiperhomociszteinémia a korai spontán vetéléssel és veleszületett idegrendszeri rendellenességekkel is összefüggésben állhat.
Alacsony szintje, a hipohomociszteinémia is lehet demencia vagy Alzheimer-kór jele. Hipohomociszteinémia esetén alacsonyabb a DNS-metilációt, de nagyobb mértékű az oxidatív stressz.

## Szerkezet

Az (S)- (balra) és az (R)-homocisztein ikerionos formája

A homocisztein semleges pH-n ikerionként van jelen.

## Bioszintézis és biokémiai szerep

A homocisztein két fő biokémiai szerepe (baloldalt középen). Metioninból jöhet létre, és metioninná alakulhat a SAM ciklus révén, vagy ciszteinné és α-ketobutiráttá alakítható.

A homocisztein többlépéses folyamatban keletkezik. 
Először a metionin adenozincsoportot kap az ATP-től, amely reakciót az S-adenozilmetionin-szintetáz katalizál, ennek terméke S-adenozilmetionin (SAM-e). A SAM-e a metilcsoportot egy akceptorhoz, például noradrenalinhoz (adrenalinszintéziskor) vagy DNS-metiltranszferázhoz (DNS-metilációban) továbbítja. Az adenozin hidrolízise l-homociszteint ad. Ez kétféleképp alakulhat át: tetrahidrofoláttal visszaalakulhat l-metioninná vagy l-ciszteinné.

### Cisztein-bioszintézis
Az emlősökben a cisztein bioszintézise homociszteinen át történik. A cisztationin-β-szintáz katalizálja a homocisztein és a szerin cisztationinná való kondenzációját. Ez piridoxin kofaktort (B6-vitamin) használ. A cisztationin-γ-liáz ezt ciszteinné, ammóniává és α-ketobutiráttá alakítja. A baktériumok és a növények más úton termelnek ciszteint, ez O-acetilszerint használ.

MTHFR metabolizmus: folát-, metioninciklus, transz-kénezés és hiperhomociszteinémia. 5-MTHF: 5-metiltetrahidrofolát; 5,10-metiltetrahidrofolát, BAX: Bcl-2-asszociált X-protein, BHMT: betain-homocisztein-S-metiltranszferáz, CBS: cisztationin-β-szintáz; CGL: cisztationin-γ-liáz, DHF: dihidrofolát (B_{9}-vitamin), DMG: dimetilglicin, dTMP: dezoxitimidin-monofoszfát, dUMP: dezoxiuridin-monofoszfát; FAD^{+}: flavin-adenin-dinukleotid, FTHF: 10-formiltetrahidrofolát, MS: metionin-szintáz, MTHFR: metiléntetrahidrofolát-reduktáz, SAH: S-adenozil-L-homocisztein, SAME: S-adenozil-L-metionin, THF: tetrahidrofolát

### Metionin-újrahasznosítás
A homocisztein visszaalakítható metioninná. Ez N5-metil-tetrahidrofolátot használ metildonorként és kobalaminhoz (B12-vitamin) hasonló enzimeket.

### További biokémiai jelentőségű reakciók
Gyűrűzáródással homocisztein-tiolaktonná (5 tagú heterociklus) válhat. Így a homocisztein-tartalmú peptidek oxidatív stresszt okozó reakciókban bomlanak.
A homocisztein a dopamin D2 receptorainak allosztérikus antagonistája.
Feltehetően az abiogenezisben fontos lehetett a homocisztein és tiolaktonja.

## Homocisztein-szintek

Teljes plazma-homocisztein

A homociszteinszintek általában férfiakban magasabbak, mint nőkben, és a korral növekednek.
A nyugati népességekben szintje 10-12 μmol/l, és alacsony B-vitamin-bevitel vagy magasabb kor esetén 20 μmol/l-t is találtak (például Rotterdam, vagy Framingham).
A metilfolát-csapdázás csökkenti szintjét, ahol csökkent metilmalonát- és formiminoglutaminsav- és megnövekedett folátszinttel társul. Ez ellentétes hatású a MTHFR C677T mutációval, mely homociszteinszint-növekedést okoz.
| Nem   | Kor      | Alsó határ | Felső határ | Egység | Emelkedett                     | Terápiás cél                 |
| ----- | -------- | ---------- | ----------- | ------ | ------------------------------ | ---------------------------- |
| Nő    | 12–19 év | 3,3        | 7,2         | μmol/l | > 10,4 μmol/L vagy > 140 μg/dl | < 6.3 μmol/l vagy < 85 μg/dl |
| Nő    | 12–19 év | 45         | 100         | μg/dl  | > 10,4 μmol/L vagy > 140 μg/dl | < 6.3 μmol/l vagy < 85 μg/dl |
| Nő    | >60 év   | 4,9        | 11,6        | μmol/l | > 10,4 μmol/L vagy > 140 μg/dl | < 6.3 μmol/l vagy < 85 μg/dl |
| Nő    | >60 év   | 66         | 160         | μg/dl  | > 10,4 μmol/L vagy > 140 μg/dl | < 6.3 μmol/l vagy < 85 μg/dl |
| Férfi | 12–19 év | 4.3        | 9,9         | μmol/l | > 11,4 μmol/l vagy > 150 μg/dl | < 6.3 μmol/l vagy < 85 μg/dl |
| Férfi | 12–19 év | 60         | 130         | μg/dl  | > 11,4 μmol/l vagy > 150 μg/dl | < 6.3 μmol/l vagy < 85 μg/dl |
| Férfi | >60 év   | 5,9        | 15,3        | μmol/l | > 11,4 μmol/l vagy > 150 μg/dl | < 6.3 μmol/l vagy < 85 μg/dl |
| Férfi | >60 év   | 80         | 210         | μg/dl  | > 11,4 μmol/l vagy > 150 μg/dl | < 6.3 μmol/l vagy < 85 μg/dl |

A fenti tartományok csak példák, a teszteredmények a laboratórium által megadott tartományok alapján értelmezendők.

## Megnövekedett homocisztein
A mintegy 15 μmol/l feletti szérum-homociszteinszint a hiperhomociszteinémia. Ez számos betegség, például a trombózis, neuropszichiátriai betegségek és törések feltételezett rizikófaktora. Ezenkívül a mikroalbuminuriával is összefügg, mely a szív és az érrendszer későbbi betegségére és vesediszfunkcióra utal. A B12-vitamin-hiány magas szérumfolátszinttel szintén növeli a homociszteinszintet.
Általában a hiperhomociszteinémiát B6-, B9- és B12-vitamin-készítményekkel kezelik. Azonban ez feltehetően nem javítja a szív- és érrendszeri betegségek kimenetét.

## Hipohomociszteinémia
A homocisztein túl alacsony (<6 μmol/l) szintje a hipohomociszteinémia. Összefügghet a demenciával, az Alzheimer-kórral és az idiopátiás perifériás neuropátiával (IPN).
A hipohomociszteinémia elkerüléséhez a homociszteinszintnek megfelelően kell beállítani a vitaminkészítmények mennyiségét.

## Fordítás
Ez a szócikk részben vagy egészben  a   Homocysteine című angol Wikipédia-szócikk ezen változatának fordításán alapul.  Az eredeti cikk szerkesztőit annak laptörténete sorolja fel. Ez a jelzés csupán a megfogalmazás eredetét és a szerzői jogokat jelzi, nem szolgál a cikkben szereplő információk forrásmegjelöléseként.